# Anthicus otagensis
Anthicus otagensis es una especie de coleóptero de la familia Anthicidae.

## Distribución geográfica
Habita en Nueva Zelanda.